# درون‌رایانه‌ای

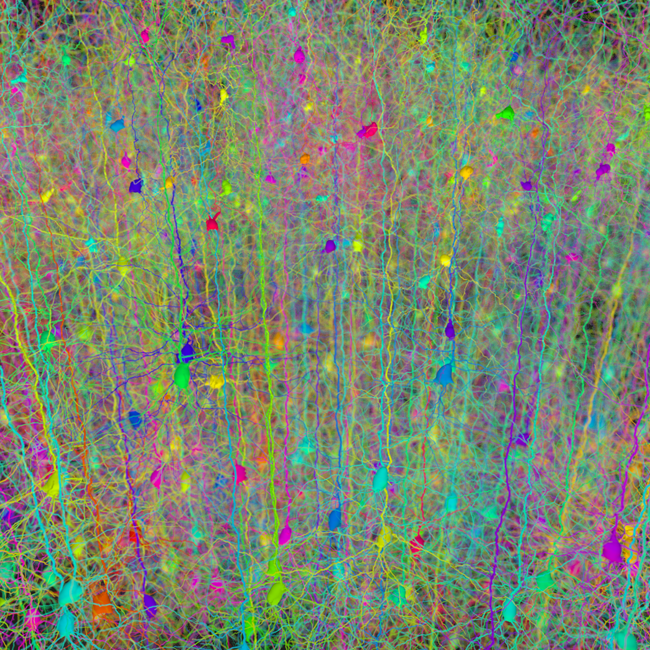
یک نمونه مدلسازی درون رایانه‌ای از دندریت‌ها در دستگاه عصبی

درون‌رایانه‌ای یا این سیلیکو(انگلیسی: In silico) به فرایند شبیه‌سازی رایانه‌ای برای سامانه‌های زیستی گفته می‌شود. این روش، یکی از مهمترین و نخستین مراحل، در داروپردازی و داروپژوهی است و پیش از اینکه دارویی ساخته گردد، عملکرد آن، از طریق الگوهای مدلسازی، نظیر کیوسار (QSAR) یا نظریه تابعی چگالی، ارزیابی می‌شود. همچنین، در ساخت مدل‌های یاخته‌ای و ژنتیک نیز، بسیار به کار می‌رود. برهم کنش‌های زیستی و پیوندهای شیمیایی میان پروتئین‌ها و لیگاندها از دیگر موارد بررسی‌های درون رایانه‌ای هستند.
مراحل شبیه‌سازی درون رایانه‌ای شامل انتخاب ساختار، داکینگ(Docking)، طراحی از آغاز و بررسی مراحل پنجگانه ADMET (جذب,توزیع,متابولیسم,دفع,سم شناسی) است.